# علم جزر توركس وكايكوس

العلم المدني لجزر توركس وكايكوس

علم حاكم جزر توركس وكايكوس

أعتمد علم جزر توركس وكايكوس في 7 تشرين الثاني - نوفمبر من سنة 1968 و أجري على العلم تعديل بسيط في سنة 1999.

## أعلام سابقة

العلم المستخدم مابين عامي 1889 - 1968 .
العلم المستخدم مابين عامي 1968 - 1999 .